# Новогромово (платформа)
Новогро́мово — пассажирская остановочная платформа Большого кольца МЖД в Троицком округе Москвы. Относится к Московско-Смоленскому региону Московской железной дороги.
До 1989 года данный остановочный пункт носил название «267 километр» (по расстоянию до станции Александров). Своё современное название платформа получила от деревни Новогромово, расположенной приблизительно в 500 м к северу. В первые пять лет после переименования в расписаниях движения поездов и справочниках указывалось новое и (или) старое название платформы.
Состоит из двух низких прямых боковых платформ. Платформы неполной длины (рассчитаны на приём 6-вагонного электропоезда). Забор выдержан в сине-белой цветовой гамме, характерной для Киевского направления Московской железной дороги.
На платформе останавливаются: 5 (6 по выходным дням) пар электропоездов, курсирующих на участке Кубинка-2 — Кубинка-1 — Бекасово-1 — Столбовая — Детково и 2 электропоезда линии Апрелевка — Детково. Билеты для проезда приобретаются непосредственно в электропоездах у разъездных кассиров.
Хотя остановка находится в Москве, прямых поездов до вокзалов или станций метро Москвы нет. Можно доехать только с пересадкой на радиальное направление. Ранее прямое сообщение было — курсировала одна пара электропоезда из Москвы-Киевской до Чернецкого и обратно (введена не ранее лета 1988 года). После демонтажа станционных путей в Чернецком маршруты электропоездов от Киевского вокзала были укорочены до станции Кресты (в промежутке лето 1992 — лето 1993 года).
Среднее время в пути электропоезда от Новогромово до Бекасово-1 (пересадка на Киевское направление МЖД) — 46 минут. До станции Столбовая (пересадка на Курское направление МЖД) — 28 минут. От Апрелевки до Новогромово — 1 час 30 минут.

## Галерея
- Северная платформа
- Вывеска и расписание на северной платформе
- Южная платформа